# 佛萊迪·羅利葛茲
佛萊迪·羅利葛茲（英語：Freddy Rodriguez，1975年1月17日—），美國男演員。較著名的是在HBO電視劇《六呎風雲》（2001年至2005年）中飾演費德瑞可·迪亞茲和勞勃·羅里葛茲執導的《恐怖星球》（2007年）中詮釋艾爾·瓦萊，並在電視劇《醜女貝蒂》（2007年至2010年）中擔任常駐角色喬瓦尼·「吉歐」·羅西。2016年至2021年主演電視劇《律政狂牛》。

## 早期生活
佛萊迪·羅利葛茲出生於伊利諾州的芝加哥。父母皆是波多黎各白人，母親是一名家庭主婦，而父親則是一位門警。他信奉著羅馬天主教。當他13歲時，羅利葛茲被劇場的人發現，這使得他從8年級畢業而獲得了芝加哥普拉斯基國際學校的獎學金。他在林肯公園高中的畢業生戲劇節目中參演。

## 外部連結
- Freddy Rodriguez在互联网电影资料库（IMDb）上的資料（英文）
- Freddy Rodriguez's Official Twitter （页面存档备份，存于）
- Let Freddy Rodriguez show you around. — An Associated Press/asap Flash interactive, multimedia piece showing inside some of Freddy Rodriguez's world.